# Jurassien

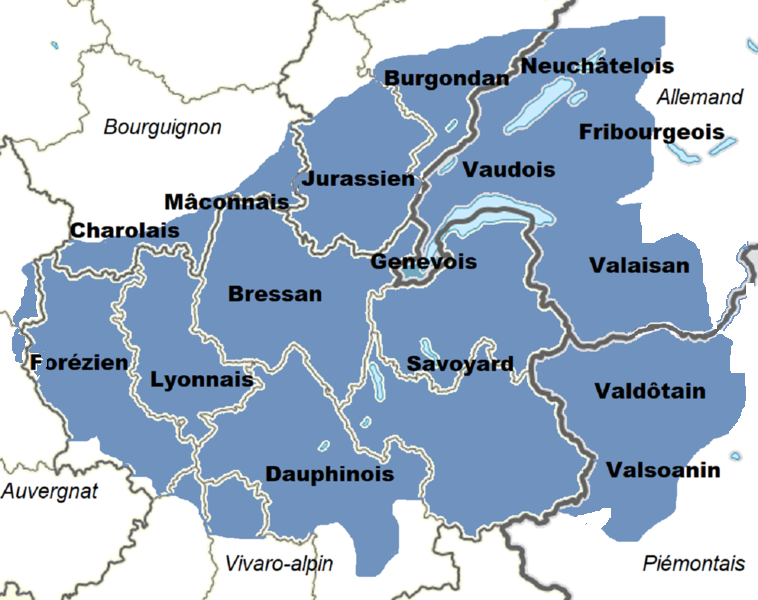
Carte des dialectes du francoprovençal. Le jurassien est situé au nord de l'aire linguistique du francoprovençal.

Le jurassien est un dialecte de la langue francoprovençale parlé dans le sud de la Franche-Comté (géographiquement dans le massif du Jura et plus particulièrement dans le département du même nom, le sud du Doubs parlant burgondan).  
Le terme jurassien est également employé parfois pour désigner le franc-comtois, dialecte d'oïl parlé dans le nord de la Franche-Comté et dans le canton du Jura en Suisse.

## Domaine
Le jurassien est considéré comme un dialecte de la zone franco-provençale, il couvre les trois quarts du département du Jura hors la zone de Dole. Il est parlé notamment à Lons-le-Saunier. La moitié sud du département du Doubs emploie un dialecte proche, le burgondan.

## Études
Le jurassien comme les langues voisines a fait l'objet de nombreuses études aux XIXe et XXe siècles : 
- Joseph Thevenin sur le patois de Vaudioux le Vaudioux (1898)  ;
- Léon Bourgeois Moine sur la Chapelle-des-Bois (1894) ;
- Oskar Kjellén pour la région de Nozeroy (1945).

En 1979, la publication la plus importante est le Glossaire du parler haut-jurassien de Paul Duraffourg, Alice et Roland Janod, Cathie Lorge et André Vuillermoz. 
En 1994, la publication d'un Essai Le Parler du Jura  du poète Patrick Simon qui est encore aujourd'hui en vente en sur le site de l'éditeur Lacour/Olle.
En  1995,  la publication  du livre sur les Études du jurassien et La Particularité du français parlé dans la
Région de Morez, Haut-Jura de Jaqueline Robez-Ferraris

## Graphie
Il n'existe pas de graphie commune, ni de dialecte unifié. On peut toutefois dégager des traits communs aux différents parlers. Les traits les plus caractéristiques sont le g et le j français qui deviennent dz, le ch devient ts, le s devient parfois ch. Par exemple : jour = dze (Salins); chien = tsin (Mignovillard)
Les mots singuliers masculins terminés par e en français deviennent ou ; au féminin ils deviennent o ou a. Dans beaucoup de cas, les mots pluriel ne se terminent pas par es mais par et.

## Grammaire
À Salins, on distingue deux groupes de verbes : le premier groupe français er devient i ou reste er (acheter : oster ; marcher : martsi); les deuxième et troisième groupes n'ont pas de règles. 
À la Chapelle-des-Bois, LB Moine distingue quatre conjugaisons : les terminaisons en er (équivalent au 1er groupe français), i (équivalent aux verbes en ir et er), ae (équivalent aux verbes oir) et re (comme en français).
Exemple de conjugaison (Le Vaudioux ) :
Verbe « Aimer » à l'indicatif :
- Présent:

```
dz'aime : j'aime
t'aimes : tu aimes
il/ell'aime : il ou elle aime
nous aimins : nous aimons
vous aimez : vous aimez
il/le aimant: ils ou elles aiment
```

- Imparfait :

```
dz'aiméve : j'aimais
t'aiméves : tu aimais
il/ell'aiméve : il ou elle aimait
nous aimiins : nous aimions
vous aimévëz : vous aimiez
il/le aimévant : ils ou elles aimaient
```

- Conditionnel présent :

```
dz'aimerou : j'aimerais
t'aimerous : tu aimerais
il/ell'aimerou : il ou elle aimerait
nous ameriins : nous aimerions
vous aimeriëz : vous aimeriez
il/le aimeriants : ils ou elles aimeraient
```

## Littérature
Le jurassien est assez pauvre en production littéraire et, contrairement au franc-comtois, il n'y a plus aucun auteur écrivant en jurassien. Les textes les plus significatifs sont les Noëls d'Arbois, rapportés par Max-Buchon et JL Billot et surtout l'histoire de Vise-lou-Bu.
Ce conte est sans doute le récit le plus connu de la littérature jurassienne. Il raconte les aventures d'un Jurassien de Chapelle-des-Bois qui s'engage dans l'armée du roi et va combattre l'ennemi où il tire grand honneur. L'histoire se situerait en 1721 quand les Français s'affrontent à l'empereur Charles VI aux environs de Schelestadt. Elle se base sur un personnage réel, Claude-Antoine Pagnier-Bezet (1693-1779) et aurait été écrite par l'Abbé Blondeau en 1781, selon les suppositions de Léon Bourgeois.

## Textes
Tiré du livre Contes et légendes de Franche-Comté  :
| Francoprovençal jurassien | Traduction en français |
| --- | --- |
| Lo vouivro c'est no grand sarpent voulânt que ne voit bê que de n'ôeillou; encoua c't'ôeillou ne tin-u quasiment pais à so têto: c'est no bôlo asse reluisant que n'etello, que s'aippêle n'escarbouclio et que vo devant lo bêto c'ment no lantâno. Le baille no se grand'lumîre que lo sarpent mêmo sembli être tout en fûe, et quand le voule de no montaigne à n'âtro, on cude va n'ellezou. Mon revire-pépé la vî no nêue, en descendant u melin, s'ecchapê de pouits à l'Ermittou, s'ellancie de l'âtre sen de lo revêren pôsê tranquilloment son escarbouclio su no grosse pierro de lo rivo, et s'accoulé longtemps ses alêts sur l'âvo c'ment fant les ouzé que se bâgnant | La vouivre est un grand serpent volant, qui ne voit clair que d'un œil; encore cet œil ne tient-il presque pas à sa tête: c'est une boule aussi brillante qu'une étoile, qui s'appelle escarboucle, et qui va devant la bête comme une lanterne. Elle donne une si grande lumière que le serpent lui-même semble être tout en feu; et quand il vole d'une montagne à une autre, on croit voir un éclaire. Mon arrière-grand-père le vit une nuit en descendant au moulin, s'échapper du Puits de l'Ermite, s'élancer de l'autre côté de la rivière, poser tranquillement son escarboucle sur une grosse pierre du rivage, et secouer longtemps ses ailes sur l'eau comme font les oiseaux qui se baignent." |

Texte sur le Vaudioux
| Francoprovençal jurassien | Traduction en français |
| --- | --- |
| Lou lu et Lou Renæî Y avéve na vois i pays on Lu et on Renæî qu'aviant fait martsi pour ëcouëner on grand tsampt en Limma. Il allirant lou dju devant, mouler liu fassus à la fouardze vouè tsi Boiset. Lës voirique patchis de grands matin, aprés on bon dëdjunon. Pou liu mëranda, i poutchirant na bonna tepena de beurrou qu'i catsirant derri l'hadze dës Molæis. Il aviant crëbin fait dutrës oudjons que lou Renæî desit : «Tins, entends-te, voilé qu'on m'appéle pour filleuler». —« Et bin,va illi desit lou Lu, on ne det jamés refuser de fére on chrétien; ditandii que t'îrais dze fërai cen que dze pourrai ». Lou Renæî eut vitou fait son viaidzou; à son retœù, lou Lu illi desit:« Quement illi ais-te mis à nom, à ton filleu. —«Dze illi ai mis à nom l'Entannon. —Ès est on saint que dze ne cougnais pês », rëpondit lou Lu. Vouê lës neut hurës :« Voilé qu'on m'appéle oncou pour être parrain », desit Lou Renæî. Et i n'a pès setôt la parmichon di lu qu'i pæî. È se paisse pru na boun'hura devant qu'i revigne. « Et ton nouvià filleu, quement l'ais-te nommé ?. — Ès-est na fille. Dze illi ai mis à nom La Moiti. — Drôlou de nom, tout de mémou », reprit Lou Lu. Pour la trëgima vois, à onze hurës, Lou Renæî dit qu'il est oncou appelé pour être parrain. Ceti cô, i ne va pês, i cœù, et à bout de na demi-hura il a redjoint. Et don nom ceti viaidzou ?. —Tout fripé, tout remaissé », dit Lou Renæî. A midi, «Dze sis dza bin sô; dzai fam et së », dit lou lu. — « Allins mërander » rëpond lou Renæî. A pouinna arrevés derri l'adze, lou Lu treuve la tepena vouida. «C'est të, dit-ti Renæî, qu'ais medzi lou beurrou », et i veut lou dëvouèrer. « Més nenet,mé nenet; ès-est crebin të, dit-i i Lu, ëpi ce n'est pès cen, on va lës doua se custi ice à selu pou droumi on sounnou; li qu'ëra lou tin mô quand on se rëveillera, c'est li qu'ëra medzi lou beurrou ». I se cùtsant, lou Lu sô, s'endouæî tout dret Lou Renæî ne douæî que de n'uillou, et tout bélament sans brit. pesse i tiu di lu. I réveil, ê fit oncou na fouaitcha disputa. Pou calmer lou Lu. lou rusé compére illi desit. «Ė n'est pès cen :dze sais que pou la féta La Gapita a fait on grià de couma pou ses catiers Il est à la cava lé derri, devæî lou clieu Pendant. Allins-y : è sera bintôt nê ; nion ne nous voira ». I s'en allirant donc à la riva de la nê, paissirant par lou oar lou larmier et firant bon-bance. Poutchant lou Renæî vignéve de temps en temps i larmier voir s'i pouyéve repaisser : lou lu qu'ére affamé, n'y penséve guiérou. Tout d'on cô entre la Gapita, qu'avéve entendu liapé. Lou Renæî paisse, se save. Lou lu, trop plein, ne peut paisser. Mais à fouæîche d'effouæî i travèche, en redzieliant tout son medzi devant la Gapita qu'ô recet dans son devantier. D'ique i s'en allirant pëtsi en Valliret : Lou Renæî dit à l'âtrou : « Mets ta tiua à l'aigue, prends gaidja de ne pès rédzi. Ès-ère ës proumiers frets Lou bief fit bintôt pris pa la gliace. «Tire». dit lou Renæî i Lu. Lou Lu tire se bin qu'i s'arratse la tina : i se fatse. « Calme ta coulère ». dit Lou Renæî. « La fanna i Brèzou a mis sëtsi dës batèrons à selu ; allins en prendre ion pou t'en fère na tina ». Assetôt dit, assetôt fait. De lé i s'en vignirant en Valiret, y lirant on grand fu. « Sâtins voir pa dessus pou celi que sàtera lou mieux.» Lou Lu sâtit se bin que lou fu prit à sa tiua que fit tout drët dëvouèria. Ce qui sont devenus aprés. dze n'en sais ren. Mé më que vous ai conté ce l'histoire quement mon pére me l'a raconté, dze sais bin que toudje les malins profiterant de la soutise et l'ignorance dës imbëciles surtout de lës que se fëriant à pëclier pour illiu gouârdze. | Le Loup et le Renard D'où vient que personne en la vie N'est satisfait de son état ? Tel voudrait bien être Soldat À qui le Soldat porte envie. Certain Renard voulut, dit-on, Se faire Loup. Hé ! qui peut dire Que pour le métier de Mouton Jamais aucun Loup ne soupire ? Ce qui m'étonne est qu'à huit ans Un Prince en Fable ait mis la chose, Pendant que sous mes cheveux blancs Je fabrique à force de temps Des Vers moins sensés que sa Prose. Les traits dans sa Fable semés Ne sont en l'ouvrage du poète Ni tous, ni si bien exprimés. Sa louange en est plus complète. De la chanter sur la Musette, C'est mon talent ; mais je m'attends Que mon Héros, dans peu de temps, Me fera prendre la trompette. Je ne suis pas un grand Prophète ; Cependant je lis dans les Cieux Que bientôt ses faits glorieux Demanderont plusieurs Homères ; Et ce temps-ci n'en produit guères. Laissant à part tous ces mystères, Essayons de conter la Fable avec succès. Le Renard dit au Loup : Notre cher, pour tous mets J'ai souvent un vieux Coq, ou de maigres Poulets ; C'est une viande qui me lasse. Tu fais meilleure chère avec moins de hasard. J'approche des maisons, tu te tiens à l'écart. Apprends-moi ton métier, Camarade, de grâce ; Rends-moi le premier de ma race Qui fournisse son croc de quelque Mouton gras : Tu ne me mettras point au nombre des ingrats. - Je le veux, dit le Loup ; il m'est mort un mien frère : Allons prendre sa peau, tu t'en revêtiras. Il vint, et le Loup dit : Voici comme il faut faire Si tu veux écarter les Mâtins du troupeau. Le Renard, ayant mis la peau, Répétait les leçons que lui donnait son maître. D'abord il s'y prit mal, puis un peu mieux, puis bien ; Puis enfin il n'y manqua rien. À peine il fut instruit autant qu'il pouvait l'être, Qu'un Troupeau s'approcha. Le nouveau Loup y court Et répand la terreur dans les lieux d'alentour. Tel, vêtu des armes d'Achille, Patrocle mit l'alarme au Camp et dans la Ville : Mères, Brus et Vieillards au Temple couraient tous. L'ost au Peuple bêlant crut voir cinquante Loups. Chien, Berger, et Troupeau, tout fuit vers le Village, Et laisse seulement une Brebis pour gage. Le larron s'en saisit. À quelque pas de là Il entendit chanter un Coq du voisinage. Le Disciple aussitôt droit au Coq s'en alla, Jetant bas sa robe de classe, Oubliant les Brebis, les leçons, le Régent, Et courant d'un pas diligent. Que sert-il qu'on se contrefasse ? Prétendre ainsi changer est une illusion : L'on reprend sa première trace À la première occasion. De votre esprit, que nul autre n'égale, Prince, ma Muse tient tout entier ce projet : Vous m'avez donné le sujet, Le dialogue, et la morale. |